# بی‌مصرف‌ها ۲
بی‌مصرف‌ها ۲ (به انگلیسی: The Expendables 2) یک فیلم اکشن آمریکایی محصول سال ۲۰۱۲ به کارگردانی سیمون وست، نویسندگی ریچارد ونک و سیلوستر استالونه است. 
این فیلم دنباله فیلم اکشن بی‌مصرف‌ها در سال ۲۰۱۰ است و سیلوستر استالونه، جیسون استاتهام، جت لی، دولف لاندگرن، چاک نوریس، تری کروس ، رندی کوچار، لیام همسورث، ژان کلود ون دام، بروس ویلیس و آرنولد شوارتزنگر در این فیلم بازی می‌کنند. این قسمت فیلم به داستان گروه مزدور معروف به "مصرف‌ها" را دنبال می‌کند که آنها مأموریتی به ظاهر ساده را انجام می‌دهند که به تلاشی برای انتقام از مزدور رقیب ژان ویلن تبدیل می‌شود که یکی از خودشان را به قتل رساند و جهان را با یک سلاح مرگبار تهدید می‌کند. این دومین قسمت از سه گانه بی‌مصرف‌ها (مجموعه فیلم) است.

## داستان
داستان این قسمت بعد از اینکه گروه کار به ظاهر راحتی را برای آقای چرچ (بروس ویلیس) انجام می‌دهند، متوجه می‌شوند که نقشه‌شان به خطا رفته و یکی از افراد خودشان توسط رقیب پول پرستشان، ژان ویلین (ژان کلود ون دم)، کشته می‌شود. آن‌ها با نام‌های جدیدشان، بیلی بچه (لیام همسورث) و مگی (یو نان) آماده می‌شوند تا به سرزمینی وحشی بروند، تا جلوی اسلحه‌ای خطرناک را بگیرند و هم انتقام خون هم تیمی جوان و جدیدشان را بستانند.

## بازیگران
- سیلوستر استالونه
- جیسون استاتهام
- جت لی
- دولف لاندگرن
- چاک نوریس
- تری کروس
- رندی کوچار
- لیام همسورف
- اسکات ادکینز
- یو نان
- ژان کلود ون دم
- بروس ویلیس
- آرنولد شوارزنگر

## دنباله
دنباله‌ای بر این فیلم با نام بی‌مصرف‌ها ۳ در اوت ۲۰۱۴ به نمایش درآمد. بازیگران جدیدی از جمله مل گیبسون، هریسون فورد و آنتونیو باندراس نیز در این قسمت حضور داشتند. و قسمت چهارم بی‌مصرف‌ها ۴ قرار است در سال ۲۰۲۲ منتشر شود.